# Metallurg Magnitogorsk
Metallurg Magnitogorsk (rusky Металлург Магнитогорск) je profesionální ruský hokejový tým z Magnitogorsku, který se pravidelně účastní Kontinentální Hokejové Ligy, založen byl v roce 1950. Své domácí zápasy hrává v Aréně Metallurg. Tým se stal několikrát ruským mistrem a v roce 2005 vyhrál Spenglerův pohár. V roce 2014 se stal absolutním vítězem KHL, když ve finále play-off porazil 4:3 na zápasy český klub HC Lev Praha. Ke známějších hráčů působících v Metallurgu patří například Jevgenij Malkin, který za tým odehrál 3 sezóny.

## Úspěchy
- Vítězství ve Spengler Cupu: 2005
- Vítězství v Evropské hokejové lize: 1999, 2000
- Vítězství v Super six: 2008
- Vítězství v Ruské superlize: 1998/1999, 2000/2001, 2006/2007

## Přehled účasti v KHL
| Rusko                       |        |                                                                    |                 |
| Sezóny                      | Soutěž | Play off                                                           | Kapitán         |
| 2008/2009                   | KHL    | Semifinále (prohra 1:4 na zápasy s Lokomotiv Jaroslavl)            | Vitalij Atušov  |
| 2009/2010                   | KHL    | Čtvrtfinále (prohra 2:4 na zápasy s Ak Bars Kazaň)                 | Vitalij Atušov  |
| 2010/2011                   | KHL    | Semifinále (prohra 3:4 na zápasy s Salavat Julajev Ufa)            | Vitalij Atušov  |
| 2011/2012                   | KHL    | Čtvrtfinále (prohra 1:4 na zápasy s Avangard Omsk)                 | Sergej Fjodorov |
| 2012/2013                   | KHL    | Osmifinále (prohra 3:4 na zápasy s Salavat Julajev Ufa)            | Jevgenij Malkin |
| 2013/2014                   | KHL    | Finále (výhra 4:3 na zápasy s HC Lev Praha) Gagarinův pohár        | Sergej Mozjakin |
| 2014/2015                   | KHL    | Čtvrtfinále (prohra 1:4 na zápasy s SKA Petrohrad)                 | Sergej Mozjakin |
| 2015/2016                   | KHL    | Finále (výhra 4:3 na zápasy s CSKA Moskva) Gagarinův pohár         | Sergej Mozjakin |
| 2016/2017                   | KHL    | Finále (prohra 1:4 na zápasy s SKA Petrohrad)                      | Sergej Mozjakin |
| 2017/2018                   | KHL    | Čtvrtfinále (prohra 1:4 na zápasy s Ak Bars Kazaň)                 | Sergej Mozjakin |
| 2018/2019                   | KHL    | Osmifinále (prohra 2:4 na zápasy s Salavat Julajev Ufa)            | Sergej Mozjakin |
| 2019/2020                   | KHL    | Osmifinále (prohra 1:4 na zápasy s Barys Astana)                   | Sergej Mozjakin |
| 2020/2021                   | KHL    | Čtvrtfinále (prohra 2:4 na zápasy s Avangard Omsk)                 | Sergej Mozjakin |
| 2021/2022                   | KHL    | Finále (prohra 3:4 na zápasy s CSKA Moskva)                        | Jegor Jakovlev  |
| 2022/2023                   | KHL    | Čtvrtfinále (prohra 0:4 na zápasy s Avangard Omsk)                 | Jegor Jakovlev  |
| 2023/2024                   | KHL    | Finále (výhra 4:0 na zápasy s Lokomotiv Jaroslavl) Gagarinův pohár | Jegor Jakovlev  |
| 2024/2025                   | KHL    | Osmifinále (prohra 2:4 na zápasy s Avangard Omsk)                  | Jegor Jakovlev  |
| Zdroj na Eliteprospects.com |        |                                                                    |                 |

## Češi a Slováci v týmu
| Ročník                                                                   | Hráči ČR                                                                 | Hráči SR                      | Link |
| ------------------------------------------------------------------------ | ------------------------------------------------------------------------ | ----------------------------- | ---- |
| 2001/2002                                                                | nikdo                                                                    | nikdo                         |      |
| 2002/2003                                                                | nikdo                                                                    | nikdo                         |      |
| 2003/2004                                                                | Martin Čech, Tomáš Chlubna                                               | Andrej Nedorost, Ľubomír Vaic |      |
| 2004/2005                                                                | Patrik Eliáš, Roman Málek, Martin Čech, Petr Sýkora                      | Andrej Nedorost               |      |
| 2005/2006                                                                | nikdo                                                                    | nikdo                         |      |
| 2006/2007                                                                | Jaroslav Kudrna, Jan Marek                                               | nikdo                         |      |
| 2007/2008                                                                | Jaroslav Kudrna, Jan Marek                                               | Martin Štrbák                 |      |
| 2008/2009                                                                | Tomáš Rolinek, Jan Marek, Karel Pilař, Jaroslav Kudrna                   | nikdo                         |      |
| 2009/2010                                                                | Tomáš Rolinek, Jan Marek, Jaroslav Kudrna                                | nikdo                         |      |
| 2010/2011                                                                | Tomáš Rolinek                                                            | nikdo                         |      |
| 2011/2012                                                                | Tomáš Rolinek                                                            | Peter Podhradský              |      |
| 2012/2013                                                                | od února 2013 Milan Gulaš                                                | nikdo                         |      |
| 2013/2014                                                                | Jan Kovář – Gagarinův pohár, Milan Gulaš přestup do Färjestad BK Švédsko | nikdo                         |      |
| 2014/2015                                                                | Jan Kovář                                                                | nikdo                         |      |
| 2015/2016                                                                | Jan Kovář, Tomáš Filippi – Gagarinův pohár                               | nikdo                         |      |
| 2016/2017                                                                | Jan Kovář, Tomáš Filippi                                                 | nikdo                         |      |
| 2017/2018                                                                | Jan Kovář, Tomáš Filippi – odchod do Bílí Tygři Liberec                  | nikdo                         |      |
| 2018/2019                                                                | Michal Bulíř, Josef Jandač (trenér)                                      | nikdo                         |      |
| 2019/2020                                                                | Andrej Nestrašil, Tomáš Filippi                                          | nikdo                         |      |
| 2020/2021                                                                | Andrej Nestrašil                                                         | nikdo                         |      |
| 2021/2022                                                                | nikdo                                                                    | nikdo                         |      |
| 2022/2023                                                                | nikdo                                                                    | nikdo                         |      |
| 2023/2024                                                                | nikdo                                                                    | nikdo                         |      |
| 2024/2025                                                                | nikdo                                                                    | nikdo                         |      |
| 2025/2026                                                                | nikdo                                                                    | nikdo                         |      |
| Češi - Zdroj na Eliteprospects.com Slováci - Zdroj na Eliteprospects.com |                                                                          |                               |      |